# Giorgio Perozzi

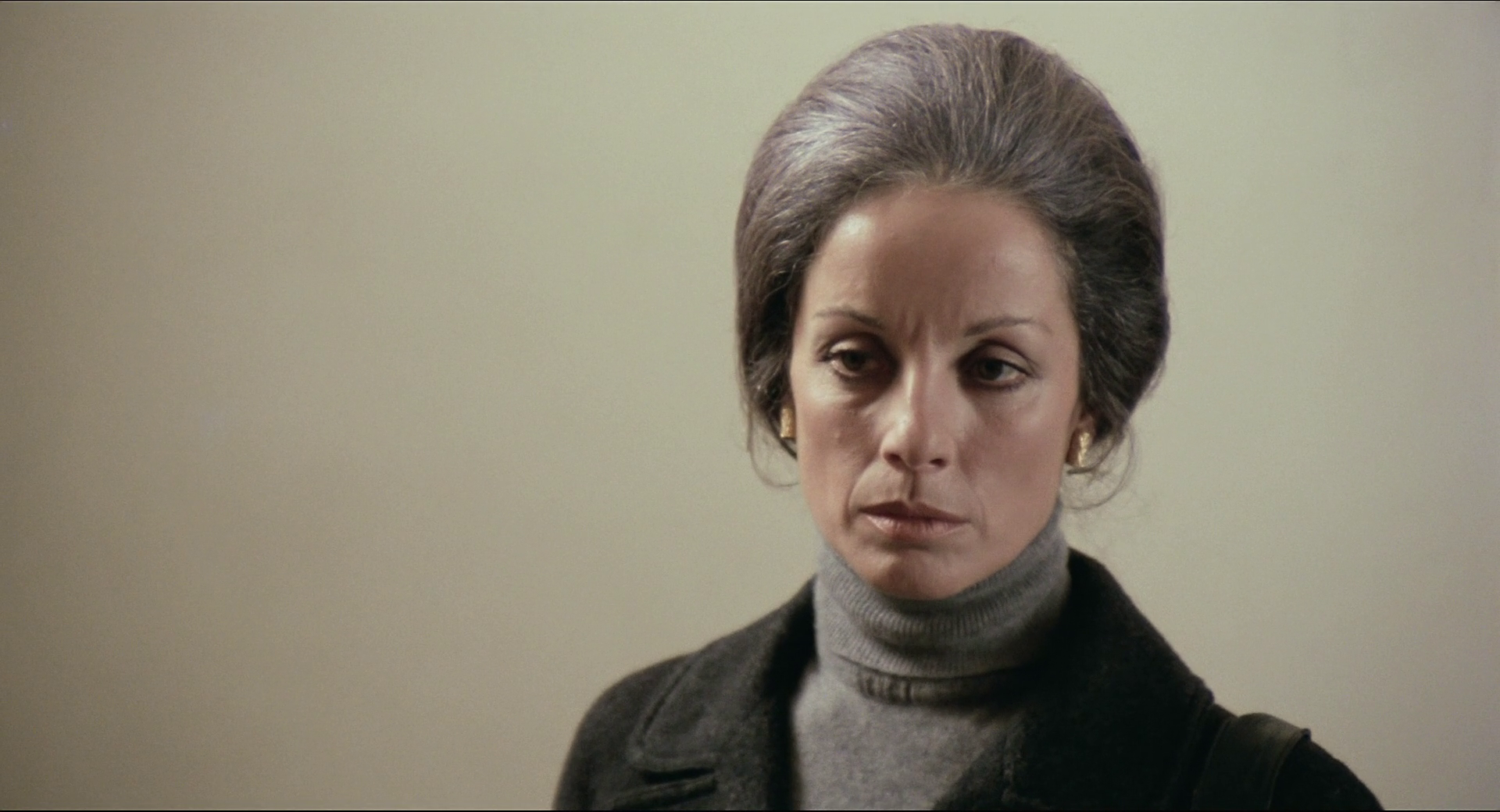
Laura Perozzi, ex moglie di Giorgio mentre osserva il marito sul letto di morte

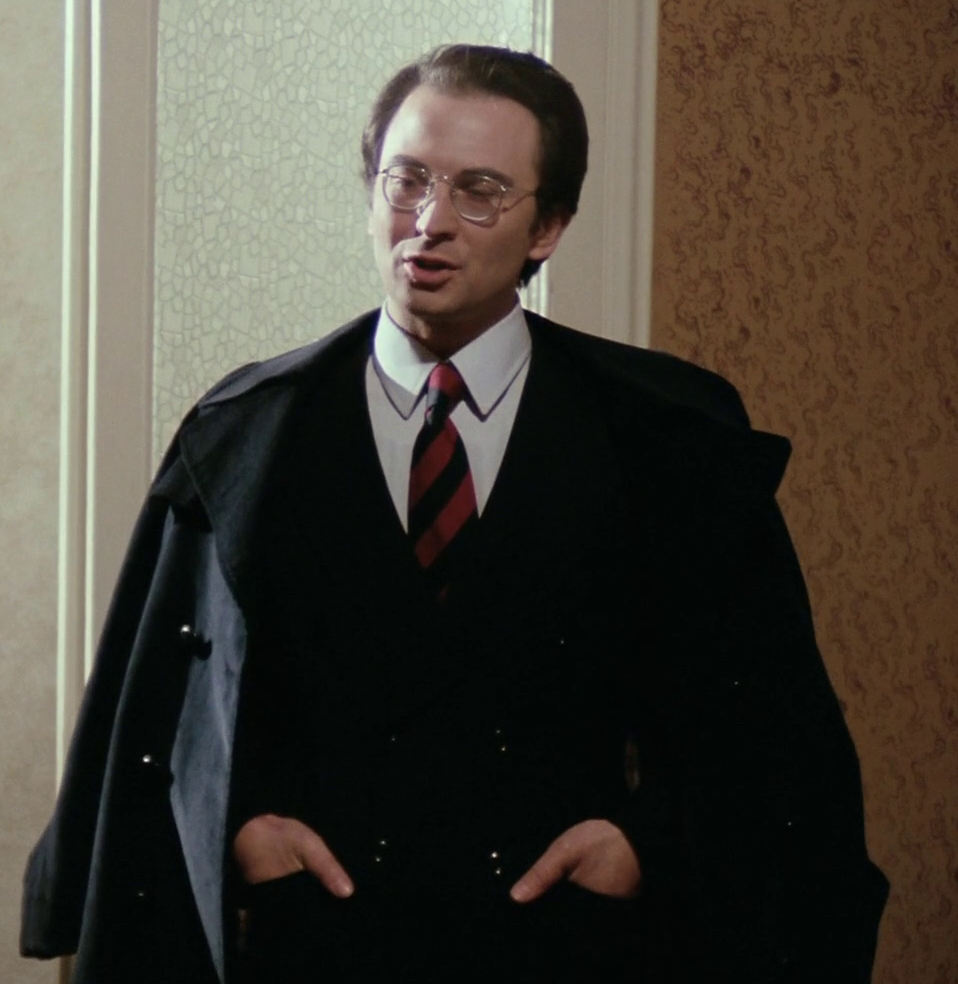
Luciano Perozzi, figlio di Giorgio mentre gli dice che andava a dormire in albergo

Giorgio Perozzi è un personaggio della serie di film Amici miei, interpretato da Philippe Noiret.

## Biografia
Giorgio Perozzi è il primo personaggio in assoluto ad essere introdotto nei film, nonché l'unico dei cinque protagonisti della trilogia di cui sono noti con certezza giorno, mese e anno di nascita; nonostante Philippe Noiret, che lo impersona, sia il più giovane tra i principali interpreti della trilogia, il Perozzi non è più giovane dei suoi amici. Nato a Firenze il 18 marzo 1922, attorno al 1955 si sposa con Laura, donna dal carattere molto freddo e serioso, dalla quale negli stessi anni ha il suo unico figlio, Luciano: questa informazione la possiamo ricavare dal secondo capitolo della saga, in cui nel 1966 Luciano ha circa dieci anni. Nel primo film, ambientato nel 1975, tuttavia, Luciano appare come un uomo adulto, che ha già decisamente più di vent'anni e lavora come insegnante. Questa è una delle incongruenze che hanno caratterizzato Amici miei - Atto IIº, blooper da doversi intendere come "licenze poetiche" per permettere i flashback che avrebbero consentito agli amici di rievocare le avventure precedenti al primo film, quando il Perozzi era ancora vivo; nel terzo capitolo il Perozzi, scomparso ormai da quasi dieci anni, non appare né viene menzionato.
Nel 1966 egli è comunque, come si deduce dalle parole del narratore Mascetti, "già capocronista": la sua professione è infatti quella di giornalista e redattore per il quotidiano La Nazione di Firenze. Nello stesso periodo ha una relazione extraconiugale con Anita Esposito, moglie del fornaio Antonio, che ha la propria bottega vicino alla redazione del giornale: scoperto dalla moglie Laura, il Perozzi sarà momentaneamente abbandonato e dovrà prendersi cura da solo del figlio Luciano, un bambino serioso, saccente e distaccato che assomiglia in tutto e per tutto alla madre, motivo per cui non potrà più dedicarsi agli scherzi insieme agli amici; essi comunque lo aiuteranno con il bambino, tutti eccetto il Melandri, il quale nello stesso periodo si separa temporaneamente dal gruppo per conquistare una "baciapile", decidendo anche di battezzarsi.
Il Mascetti, in particolare, in cambio di 150.000 lire al mese, si offre per ospitare Luciano, salvo poi riconsegnarlo al Perozzi dopo che il bambino, in sole 24 ore, gli ha "sfasciato la famiglia", scrivendo un tema pesantemente offensivo sui familiari e sulla casa del conte. Approfittando di un grave incidente stradale di cui dà notizia sul giornale, che mistifica approfittando della sua posizione di capocronista, il Perozzi fa credere alla moglie che l'amante sia morta nell'incidente. Non appena Laura torna, solo e soltanto per occuparsi del figlio e assolutamente non per amore del marito, il Perozzi riprende con le zingarate e ricomincia la relazione con la fornaia. Durante lo straripamento dell'Arno, il Perozzi è a letto con l'amante e viene scoperto dal marito di lei nel tentativo di questi di salvare qualche prezioso oggetto nella casa allagata al primo piano.
A questo punto Laura capisce di essere stata nuovamente raggirata dal marito e lo lascia definitivamente; si può presupporre che i due attenderanno il referendum del 1974 per divorziare e che Laura tornerà, questa volta portando con sé Luciano, dai suoi genitori. Negli anni seguenti - o precedenti, a seconda di quando si valuti avvenuto l'incontro degli amici con il Sassaroli, dato che nel primo film può sicuramente essere rappresentato come un flashback, ma per contro bisogna ricordare che Luciano appare già maturo - il Perozzi intrattiene una nuova relazione con una non meglio nota Bruna (Marisa Traversi). 
Approfittando del fatto che con gli amici era stato ricoverato nella clinica del Sassaroli, ingigantisce i postumi della degenza fingendosi deforme.
La gobba posticcia gli servirà per allontanare l'amante che "da un bel po' aveva cominciato a pronunciare sinistre frasi, come "avrei tanto bisogno che tu avessi bisogno di me"". Al ritorno dall'ennesima zingarata con gli amici al completo, il Perozzi va a dormire ma viene colto da un infarto - dopo che aveva già dato segni di deficienze cardiache ("Eh no, ragazzi, avvertite, io c'ho il core cagionevole!") - e muore, nel tentativo di un'ultima beffa, pronunciando una supercazzola al prete chiamato dal figlio al suo capezzale per confessarlo; tutto ciò avviene il 20 novembre 1975 (il Perozzi sarebbe quindi scomparso all'età di 53 anni), come si deduce dalla tomba che gli amici visitano nel secondo film.
Sul letto di morte del Perozzi, la moglie e il figlio rimangono glaciali e non gli perdonano il comportamento poco maturo. Laura, in particolare, viene trascinata sul posto da Luciano e pensa addirittura che il Perozzi stia fingendo di essere morto; alla frase del Melandri "Neanche una lacrimina?", la donna risponde: "Me le ha già fatte piangere tutte... e poi si piange quando muore qualcuno, ma non è morto nessuno... cos'era? Non era niente!". Il giorno dopo Luciano si presenta al funerale, ma non Laura e, che, a dispetto di quanto si augura il Melandri, vede una scarsa partecipazione e si rivela molto triste, ma non manca di concedere agli amici un'ultima zingarata tutti assieme: a seguito dell'ennesima beffa del gruppo, organizzata ai danni del signor Righi, un anziano e goloso pensionato brutalmente preso in giro dai cinque, è come se il Perozzi ridesse nella bara assieme agli "amici miei", segnando così la pellicola con un finale dolceamaro e tragicomico, tipico della commedia all'italiana.

## L'Ultima zingaratadi Micali
Nel 2010, a 35 anni di distanza dall'uscita del film nelle sale,  il regista fiorentino Federico Micali ha girato un cortometraggio nella casa di Monicelli in Maremma, e a Firenze. Il remake mostra la scena conclusiva del funerale del Perozzi, come l'avrebbero voluto Monicelli e Melandri nel film originale, «con i militari, la banda di Fucecchio e le majorettes».
Nel film documentario dal titolo Ultima zingarata. Un funerale da fargli pigliare un colpo, il protagonista Micelli rivela che Amici miei doveva essere inizialmente ambientato a Bologna e che fu Monicelli a voler spostare la location delle riprese a Firenze.